# Saison 9 de The Voice Belgique
 (mars 2021).
La mise en forme du texte ne suit pas les recommandations de Wikipédia : il faut le « wikifier ».
Les points d'amélioration suivants sont les cas les plus fréquents :
- Les titres sont pré-formatés par le logiciel. Ils ne sont ni en capitales, ni en gras.
- Le texte ne doit pas être écrit en capitales (les noms de famille non plus), ni en gras, ni en italique, ni en « petit »…
- Le gras n'est utilisé que pour surligner le titre de l'article dans l'introduction, une seule fois.
- L'italique est rarement utilisé : mots en langue étrangère, titres d'œuvres, noms de bateaux, etc.
- Les citations ne sont pas en italique mais en corps de texte normal. Elles sont entourées par des guillemets français : « et ».
- Les listes à puces sont à éviter, des paragraphes rédigés étant largement préférés. Les tableaux sont à réserver à la présentation de données structurées (résultats, etc.).
- Les appels de note de bas de page (petits chiffres en exposant, introduits par l'outil «  Source ») sont à placer entre la fin de phrase et le point final[comme ça].
- Les liens internes (vers d'autres articles de Wikipédia) sont à choisir avec parcimonie. Créez des liens vers des articles approfondissant le sujet. Les termes génériques sans rapport avec le sujet sont à éviter, ainsi que les répétitions de liens vers un même terme.
- Les liens externes sont à placer uniquement dans une section « Liens externes », à la fin de l'article. Ces liens sont à choisir avec parcimonie suivant les règles définies. Si un lien sert de source à l'article, son insertion dans le texte est à faire par les notes de bas de page.
- La présentation des références doit suivre les conventions bibliographiques. Il est recommandé d'utiliser les modèles {{Ouvrage}}, {{Chapitre}}, {{Article}}, {{Lien web}} et/ou {{Bibliographie}}. Le mode d'édition visuel peut mettre en forme automatiquement les références.
- Insérer une infobox (cadre d'informations à droite) n'est pas obligatoire pour parachever la mise en page.

Pour une aide détaillée, merci de consulter Aide:Wikification.
Si vous pensez que ces points ont été résolus, vous pouvez retirer ce bandeau et améliorer la mise en forme d'un autre article.
 (mars 2021).
 (janvier 2022).
- Si vous ne connaissez pas le sujet, laissez ce bandeau (vous pouvez alors contacter les auteurs).
- Si vous supprimez le contenu mis en cause (vous pouvez préalablement contacter les auteurs),

argumentez précisément cette suppression dans la page de discussion
(un manque de référence n'est pas un argument ; une recherche réelle de référence doit avoir été effectuée, être formellement documentée).
La neuvième saison de The Voice dans sa version belge (The Voice Belgique) a été diffusée sur La Une (RTBF) du 29 décembre 2020 au 13 avril 2021 et a été présentée par Maureen Louys.
Elle a été remportée par Jérémie Makiese, coaché par B.J. Scott.

## Coachs et candidat(e)s

### Coachs
Le panel de coachs de cette neuvième saison est composé de :
- Henri PFR : DJ, musicien et compositeur ;
- BJ Scott : autrice-compositrice-interprète, coach durant les sept premières saisons et détentrice d'une victoire lors de la saison 5 ;
- Typh Barrow : chanteuse, autrice, compositrice et pianiste, coach depuis la saison 8 ;
- Loïc Nottet : chanteur et compositeur, finaliste de la saison 3.

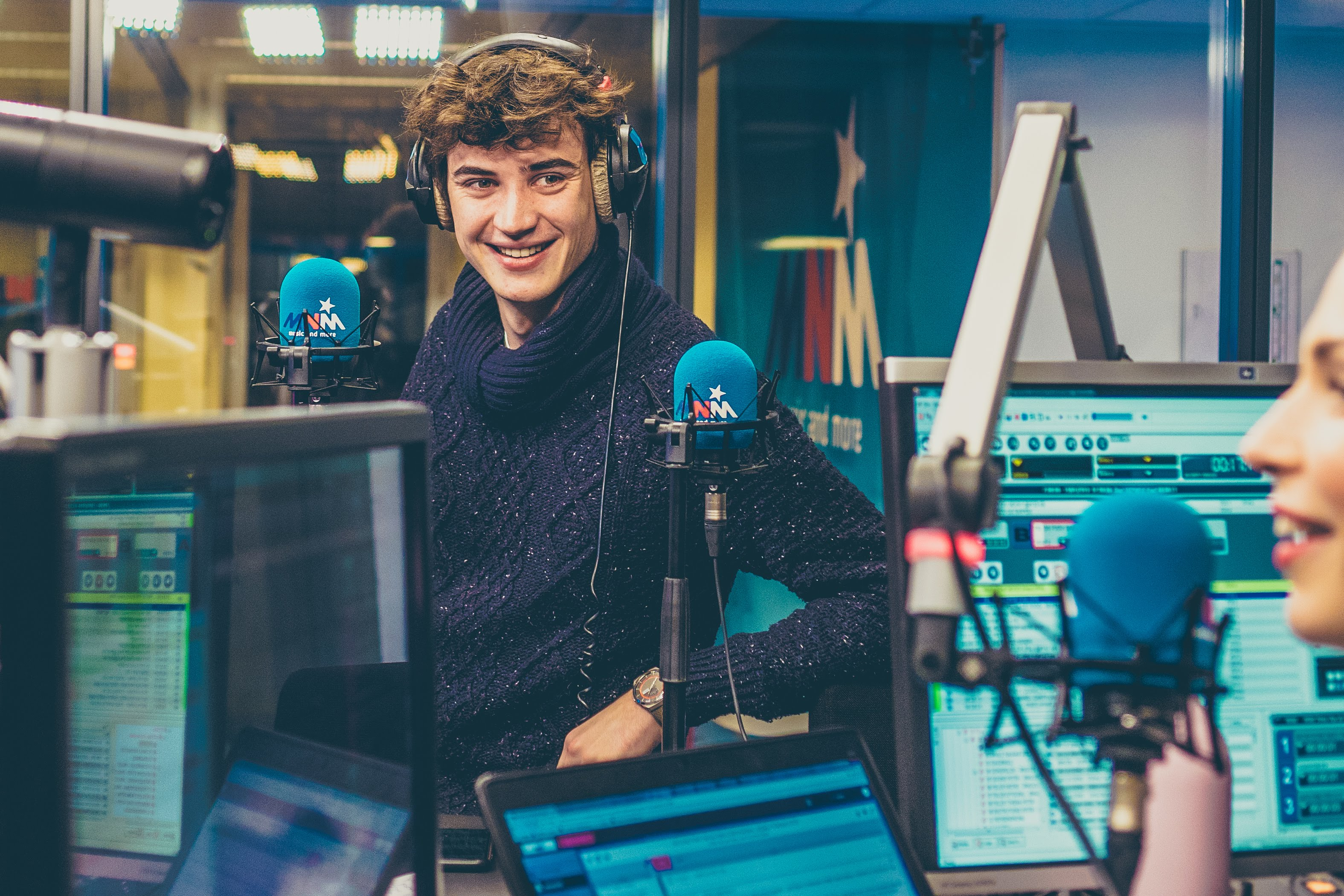
Henri PFR
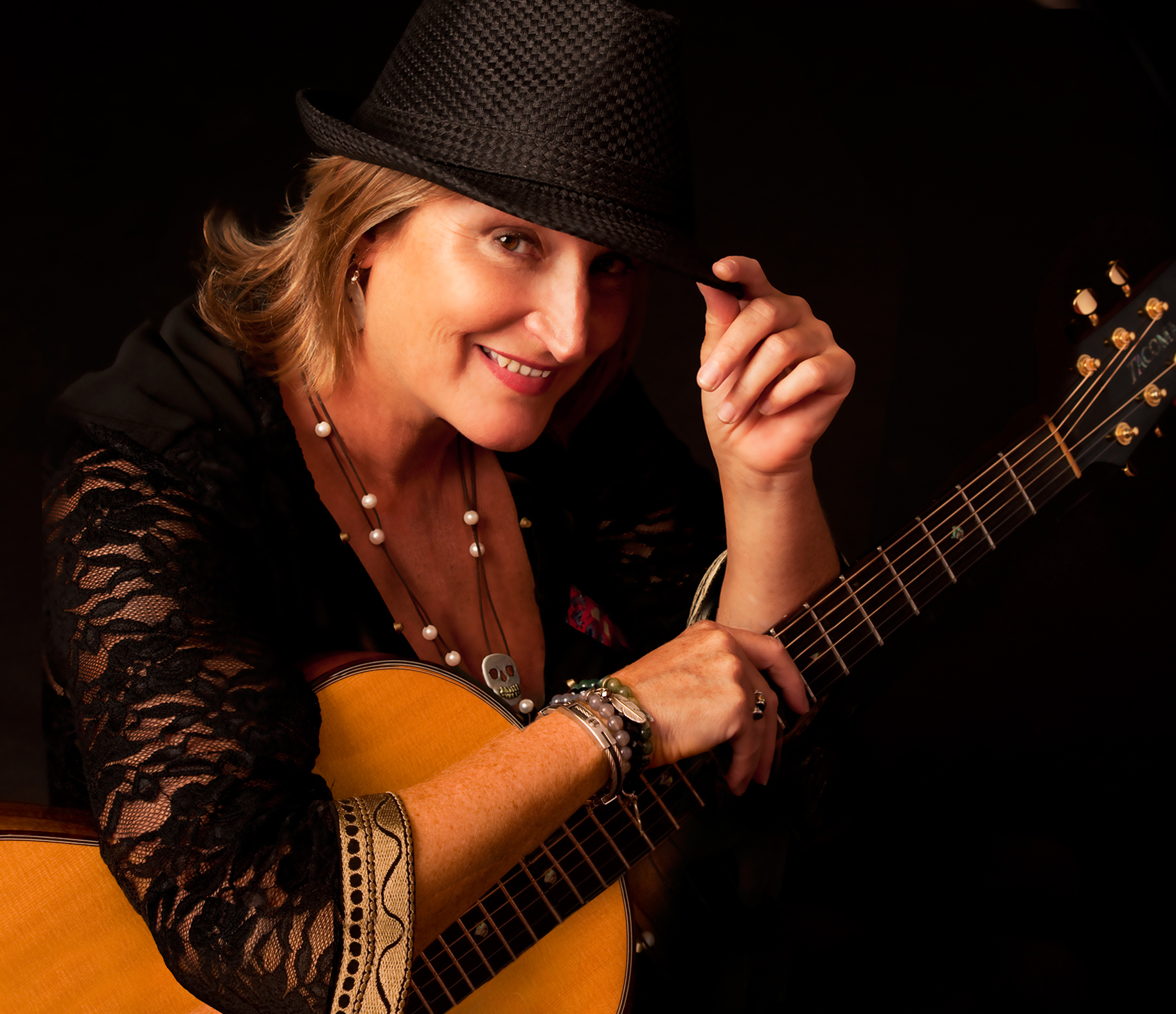
BJ Scott
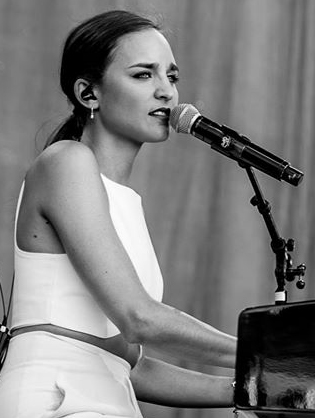
Typh Barrow
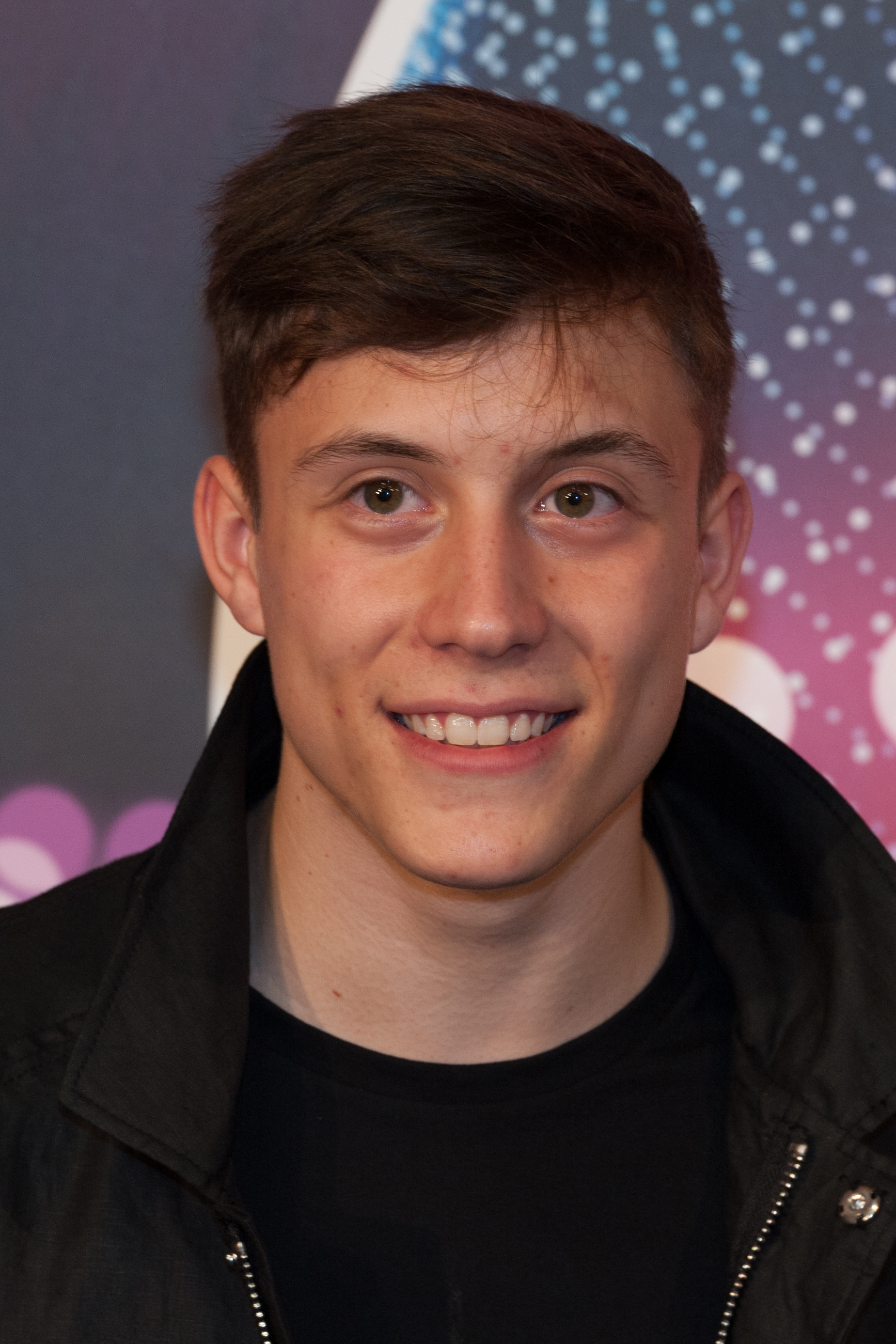
Loïc Nottet

### Candidats
Légende :
|                         |    | Henri PFR                   | B.J. Scott         | Typh Barrow         | Loïc Nottet                 |
| ----------------------- | -- | --------------------------- | ------------------ | ------------------- | --------------------------- |
| Finalistes              | 1  | Sonita Ojong                | Jérémie Makiese    | Alice Van Eesbeeck  | Orlane Willems              |
| Eliminés lors des Lives | 2  | Lou Boland                  | Elsa Puls          | Edith Pirard        | Joséphine Ugeux Remy        |
| Eliminés lors des Lives | 3  | TK Russell                  | Mateo Rodriguez    | Jonas Gomes         | Mathias de Vleeschouwer     |
| Eliminés lors des Lives | 4  | Hasmik Shirinyan            | Sevan Richard      | Jérémy Delaunoy     | Thomas Lieben               |
| Eliminés lors des Lives | 5  | Dania Bartoloméo            | NC                 | NC                  | NC                          |
| Eliminés lors des Lives | 6  | Jennifer Malengela          | Vik Autier         | NC                  | Tissène Badi                |
| Eliminés lors des Lives | 7  | Quentin Henri               | Clara Moffroid     | Bryan Limbourg      | Macha Azarkadon             |
| Eliminés lors des Lives | 8  | Mamadou « Douma » Ba        | Khadija Faber      | Laysa Chennit       | Bradley Kasongo             |
| Eliminés lors des Lives | 9  | Barbara Candolini           | Ziza Youssouf      | Mathilde Goedermans | Maira « Belassa » Belkouaci |
| Eliminés lors des Duels | 10 | LadyTLove                   | Perrine Couvreur   | Jennifer Malengela  | Hasmik Shirinyan            |
| Eliminés lors des Duels | 11 | Marie Alexandre             | Youssef Ben Soltan | Mika Kostic         | Nina Morales Padilla        |
| Eliminés lors des Duels | 12 | Maira « Belassa » Belkouaci | Héloïse Carion     | Mateo Rodriguez     | Gabriel Sesboué             |
| Eliminés lors des Duels | 13 | Rafaël Hueso                | Lorraine Melery    | Barbara Candolini   | Olivier Giambarresi         |
| Eliminés lors des Duels | 14 | Tissène Badi                | Astrid Cuylits     | Miya El Hadi        | Raphaël Garceau             |
| Eliminés lors des Duels | 15 | Mathilde Goedermans         | Jeyh Hohlweg       | Tom Coclet          | Khadija Faber               |

NB : Les talents barrés dans l'élimination des Duels et retrouvés dans les Lives en italique sont les talents volés. Les candidats soulignés sont les candidats ayant été exclus en cours d'aventure.

## Déroulement

### Auditions à l'aveugle («Blind auditions»)
Les quatre coachs, installés dans des fauteuils tournants, écoutent les candidats, dos tournés à la scène. Chacun d'entre eux doit se choisir douze candidats en écoutant seulement leur voix, s'ils sont séduits, ils devront appuyer sur leur « buzz » et c'est là que le fauteuil se retournera découvrant leur élu. Si plusieurs coachs se retournent, ce sera alors au candidat de choisir son coach. Le public virtuel (du fait des restrictions liées au COVID-19) présent par écrans pendant les auditions n'a pas le dos tourné à la scène et un orchestre supporte les candidats.
Les coachs ont le droit de bloquer un autre coach lors de l'audition d'un talent. Ils disposent chacun de deux blocks pour l'ensemble des sessions de Blinds auditions (contre un seul la saison passée).

#### Épisode 1
- Diffusion : 29 décembre 2020
- Audience : 447 178 téléspectateurs (28,8 % de part de marché)

| Ordre | Candidat                    | Chanson                                      | Choix des coachs et des candidats | Choix des coachs et des candidats | Choix des coachs et des candidats | Choix des coachs et des candidats |
| Ordre | Candidat                    | Chanson                                      | Henri                             | B.J. Scott                        | Typh                              | Loïc                              |
| ----- | --------------------------- | -------------------------------------------- | --------------------------------- | --------------------------------- | --------------------------------- | --------------------------------- |
| 1     | TK Russel                   | It's a Man's Man's Man's World - James Brown | ✔️                                | ✔️                                | ✔️                                | ✔️                                |
| 2     | Priscillia Michaux          | Without Me - Halsey                          | —                                 | —                                 | —                                 | —                                 |
| 3     | Khadija Faber               | Teenage Fantasy - Jorja Smith                | ❌                                | ✔️                                | —                                 | ✔️                                |
| 4     | Mika Kostic                 | I Will Survive - Gloria Gaynor               | —                                 | —                                 | ✔️                                | —                                 |
| 5     | Quentin Henri               | Magnolias for Ever - Claude François         | ✔️                                | ✔️                                | ✔️                                | ✔️                                |
| 6     | Lazy-Jack                   | Sign of the Times - Harry Styles             | —                                 | —                                 | —                                 | —                                 |
| 7     | Lorraine Melery             | Corps - Yseult                               | —                                 | ✔️                                | —                                 | —                                 |
| 8     | Alex Carlin                 | Waves - Mr Probz                             | —                                 | —                                 | —                                 | —                                 |
| 9     | Laysa Chennit               | La vie ne vaut rien - Alain Souchon          | —                                 | —                                 | ✔️                                | ❌                                |
| 10    | Olivier Giambarresi         | At Last - Etta James                         | —                                 | —                                 | —                                 | ✔️                                |
| 11    | Maira « Belassa » Belkouaci | Savage - Megan Thee Stallion                 | ✔️                                | ✔️                                | —                                 | ✔️                                |

#### Épisode 2
- Diffusion : 5 janvier 2021
- Audience : 387 767 téléspectateurs (29.0 % de part de marché)

| Ordre | Candidat                         | Chanson                                  | Choix des coachs et des candidats | Choix des coachs et des candidats | Choix des coachs et des candidats | Choix des coachs et des candidats |
| Ordre | Candidat                         | Chanson                                  | Henri                             | B.J. Scott                        | Typh                              | Loïc                              |
| ----- | -------------------------------- | ---------------------------------------- | --------------------------------- | --------------------------------- | --------------------------------- | --------------------------------- |
| 1     | LadyTLove                        | Wuthering Heights - Kate Bush            | ✔️                                | —                                 | —                                 | —                                 |
| 2     | Alexandra Lahaut                 | Ex's & Oh's - Elle King                  | —                                 | —                                 | —                                 | —                                 |
| 3     | Mamadou « Douma » Ba             | Blkkk Skkkn Head - Kanye West            | ✔️                                | ✔️                                | ❌                                | ✔️                                |
| 4     | Manon Boyer                      | Unstoppable - Sia                        | —                                 | —                                 | —                                 | —                                 |
| 5     | Jérémy Delaunoy                  | Ton héritage - Benjamin Biolay           | ✔️                                | —                                 | ✔️                                | —                                 |
| 6     | Mathias de Vleeschouwer          | Lover, Please Stay - Nothing But Thieves | ✔️                                | ✔️                                | —                                 | ✔️                                |
| 7     | Jeyh Hohlweg                     | La Boulette - Diam's                     | —                                 | ✔️                                | —                                 | —                                 |
| 8     | Barbara Candolini                | À l'ammoniaque - PNL                     | —                                 | —                                 | ✔️                                | —                                 |
| 9     | Quentin « Scarrow » Dobrzelewski | Come as You Are - Nirvana                | —                                 | —                                 | —                                 | —                                 |
| 10    | Nina Morales Padilla             | Facile - Camélia Jordana                 | —                                 | —                                 | ✔️                                | ✔️                                |
| 11    | Sonita Ojong                     | Control - Zoe Wees                       | ✔️                                | ✔️                                | ✔️                                | ✔️                                |

#### Épisode 3
- Diffusion : 12 janvier 2021
- Audience : 409 351 téléspectateurs (27,4 % de part de marché)

| Ordre | Candidat                  | Chanson                                  | Choix des coachs et des candidats | Choix des coachs et des candidats | Choix des coachs et des candidats | Choix des coachs et des candidats |
| Ordre | Candidat                  | Chanson                                  | Henri                             | B.J. Scott                        | Typh                              | Loïc                              |
| ----- | ------------------------- | ---------------------------------------- | --------------------------------- | --------------------------------- | --------------------------------- | --------------------------------- |
| 1     | Ziza Youssouf             | Another Day in Paradise - Phil Collins   | ✔️                                | ✔️                                | —                                 | —                                 |
| 2     | Clara Cravotta            | Ciao Adios - Anne-Marie                  | —                                 | —                                 | —                                 | —                                 |
| 3     | Rafaël Hueso              | Grace Kelly - Mika                       | ✔️                                | ✔️                                | ❌                                | ✔️                                |
| 4     | Jennifer Malengela        | Adore You - Harry Styles                 | —                                 | —                                 | ✔️                                | —                                 |
| 5     | Romain Paquet             | Les Planètes - M. Pokora                 | —                                 | —                                 | —                                 | —                                 |
| 6     | Hasmik Shirinyan          | What a Wonderful World - Louis Armstrong | ✔️                                | ✔️                                | —                                 | ✔️                                |
| 7     | Bryan Limbourg            | Lost In Japan - Shawn Mendes             | —                                 | —                                 | ✔️                                | —                                 |
| 8     | Zoé & Jeanne Donnay       | Je serai (ta meilleure amie) - Lorie     | —                                 | —                                 | —                                 | —                                 |
| 9     | Jérémie Makiese           | Jealous - Labrinth                       | ✔️                                | ✔️                                | ✔️                                | ✔️                                |
| 10    | Joanna « Jobee » Pszczola | IDGAF - Dua Lipa                         | —                                 | —                                 | —                                 | —                                 |
| 11    | Tom Coclet                | 1000°C - Lomepal feat. Roméo Elvis       | ❌                                | —                                 | ✔️                                | —                                 |
| 12    | Macha Azarkadon           | Issues - Julia Michaels                  | ✔️                                | —                                 | —                                 | ✔️                                |

#### Épisode 4
- Diffusion : 19 janvier 2021
- Audience : 428 253 téléspectateurs (30,5 % de part de marché)

| Ordre | Candidat             | Chanson                                  | Choix des coachs et des candidats | Choix des coachs et des candidats | Choix des coachs et des candidats | Choix des coachs et des candidats |
| Ordre | Candidat             | Chanson                                  | Henri                             | B.J. Scott                        | Typh                              | Loïc                              |
| ----- | -------------------- | ---------------------------------------- | --------------------------------- | --------------------------------- | --------------------------------- | --------------------------------- |
| 1     | Alice Van Eesbeeck   | Le vent nous portera - Noir Désir        | ✔️                                | ✔️                                | ✔️                                | ✔️                                |
| 2     | Edith Pirard         | Be Honest - Jorja Smith feat. Burna Boy  | —                                 | —                                 | ✔️                                | —                                 |
| 3     | Astrid Cuylits       | Perfect - Ed Sheeran                     | ✔️                                | ✔️                                | —                                 | —                                 |
| 4     | Lou Boland           | Habibi - Tamino                          | ✔️                                | —                                 | —                                 | —                                 |
| 5     | Sacha Theunissen     | Les Moulins de mon cœur - Michel Legrand | —                                 | —                                 | —                                 | —                                 |
| 6     | Joséphine Ugeux Remy | Wing$ - Macklemore et Ryan Lewis         | ✔️                                | ✔️                                | —                                 | ✔️                                |
| 7     | Tissène Badi         | Amsterdam - Jacques Brel                 | ✔️                                | —                                 | —                                 | —                                 |
| 8     | Chloé Masini         | Killer Queen - Queen                     | —                                 | —                                 | —                                 | —                                 |
| 9     | Youssef Ben Soltan   | Wish You Were Here - Pink Floyd          | ✔️                                | ✔️                                | ❌                                | —                                 |
| 10    | Noane Delrue         | Valerie - Mark Ronson et Amy Winehouse   | —                                 | —                                 | —                                 | —                                 |
| 11    | Jonas Gomes          | Wait for the Moment - Vulfpeck           | —                                 | ✔️                                | ✔️                                | ✔️                                |

#### Épisode 5
- Diffusion : 26 janvier 2021
- Audience : 344 407 téléspectateurs (26,6 % de part de marché à J+7)

| Ordre | Candidat                 | Chanson                                                         | Choix des coachs et des candidats | Choix des coachs et des candidats | Choix des coachs et des candidats | Choix des coachs et des candidats |
| Ordre | Candidat                 | Chanson                                                         | Henri                             | B.J. Scott                        | Typh                              | Loïc                              |
| ----- | ------------------------ | --------------------------------------------------------------- | --------------------------------- | --------------------------------- | --------------------------------- | --------------------------------- |
| 1     | David « Penkyx » Yassine | No Diggity - Blackstreet et Dr. Dre / Shape of You - Ed Sheeran | —                                 | —                                 | —                                 | —                                 |
| 2     | Sevan Richard            | Tous les mêmes - Stromae                                        | ✔️                                | ✔️                                | ✔️                                | ✔️                                |
| 3     | Miya El Hadi             | All the Pretty Girls - Kaleo                                    | —                                 | —                                 | ✔️                                | —                                 |
| 4     | Thomas Lieben            | Between the Bars - Elliott Smith                                | ✔️                                | ✔️                                | —                                 | ✔️                                |
| 5     | Vik Autier               | Your Song - Elton John                                          | ✔️                                | ✔️                                | ✔️                                | ✔️                                |
| 6     | Dania Bartoloméo         | Thought Contagion - Muse                                        | ✔️                                | —                                 | ✔️                                | —                                 |
| 7     | Olivia Paraschiv         | Don't Call Me Up - Mabel                                        | —                                 | —                                 | —                                 | —                                 |
| 8     | Orlane Willems           | We Are Young - Fun et Janelle Monáe                             | ✔️                                | —                                 | ✔️                                | ✔️                                |
| 9     | Quentin Degem            | Roule - Soprano                                                 | —                                 | —                                 | —                                 | —                                 |
| 10    | Raphaël Garceau          | Castle on the Hill - Ed Sheeran                                 | —                                 | —                                 | —                                 | ✔️                                |
| 11    | Héloïse Carion           | Addicted to You - Avicii et Audra Mae                           | ❌                                | ✔️                                | ✔️                                | ✔️                                |

#### Épisode 6
- Diffusion : 2 février 2021
- Audience : 409 150 téléspectateurs (28,2 % de part de marché à J+7)

| Ordre | Candidat            | Chanson                                  | Choix des coachs et des candidats | Choix des coachs et des candidats | Choix des coachs et des candidats | Choix des coachs et des candidats |
| Ordre | Candidat            | Chanson                                  | Henri                             | B.J. Scott                        | Typh                              | Loïc                              |
| ----- | ------------------- | ---------------------------------------- | --------------------------------- | --------------------------------- | --------------------------------- | --------------------------------- |
| 1     | Gabriel Sesboué     | when the party's over - Billie Eilish    | ✔️                                | ✔️                                | ✔️                                | ✔️                                |
| 2     | Vega de Venus       | Si j'étais un homme - Chilla             | —                                 | —                                 | —                                 | —                                 |
| 3     | Mathilde Goedermans | I Say A Little Prayer - Dionne Warwick   | ✔️                                | —                                 | —                                 | ❌                                |
| 4     | Perrine Couvreur    | Les Séquoias - Pomme                     | —                                 | ✔️                                | —                                 | —                                 |
| 5     | Mateo Rodriguez     | Someone You Loved - Lewis Capaldi        | —                                 | —                                 | ✔️                                | —                                 |
| 6     | Clara Moffroid      | All I Ask - Adele                        | —                                 | ✔️                                | Équipe complète                   | —                                 |
| 7     | Marie Alexandre     | Paint It, Black - The Rolling Stones     | ✔️                                | —                                 | Équipe complète                   | —                                 |
| 8     | Virginie Postelmans | Tout va bien - Orelsan                   | Équipe complète                   | —                                 | Équipe complète                   | —                                 |
| 9     | Bradley Kasongo     | Feeling Good - Nina Simone               | Équipe complète                   | —                                 | Équipe complète                   | ✔️                                |
| 10    | Eloïse Cameriere    | Toutes les machines ont un cœur - Maëlle | Équipe complète                   | —                                 | Équipe complète                   | Équipe complète                   |
| 11    | Elsa Puslecki       | Ça me vexe - Mademoiselle K              | Équipe complète                   | ✔️                                | Équipe complète                   | Équipe complète                   |

#### Bilan des Blind Auditions
| Coach       | Nombre de buzz | Nombre de talents | Nombre de fois où le coach s'est retourné seul | Nombre de fois où le coach a été choisi | Nombre de fois où le coach a été bloqué (et par qui ) | Nombre de fois où le coach a été refusé |
| ----------- | -------------- | ----------------- | ---------------------------------------------- | --------------------------------------- | ----------------------------------------------------- | --------------------------------------- |
| Henri PFR   | 30             | 12                | 5                                              | 7                                       | 3 (1 par Loïc, 1 par Typh et 1 par BJ)                | 15                                      |
| B.J. Scott  | 26             | 12                | 5                                              | 7                                       | 0                                                     | 14                                      |
| Typh Barrow | 26             | 12                | 9                                              | 3                                       | 3 (1 par Loïc, 1 par Henri et 1 par BJ)               | 11                                      |
| Loïc Nottet | 26             | 12                | 3                                              | 9                                       | 2 (1 par Typh, 1 par Henri)                           | 12                                      |

### Les Duels
Après les Blinds Auditions, 48 talents s’affronteront lors des Duels. Chaque coach a en effet l’opportunité de voler deux talents parmi les 24 talents perdants des Duels. Autrement dit, lorsqu’un coach décide lequel de ces deux talents poursuit l’aventure, les autres coaches ont la possibilité de buzzer et de récupérer dans leur équipe le talent perdant. Et comme lors des Blinds Auditions, si plusieurs coaches buzzent, c’est le talent qui choisira quelle équipe il souhaite rejoindre.
| Légende | Le talent qui a remporté son duel sur décision de son coach | Le talent qui a perdu son duel est « volé » par un autre coach | Le talent quitte l'aventure |

#### Épisode 7
- Diffusion : 9 février 2021
- Audience : 414 518 téléspectateurs (27,7 % de part de marché à J+7)

| Ordre | Coach      | Chanson                                                  | Talent               | Talent              | Choix des coachs et des candidats | Choix des coachs et des candidats | Choix des coachs et des candidats | Choix des coachs et des candidats |
| Ordre | Coach      | Chanson                                                  | Talent               | Talent              | Henri                             | B.J. Scott                        | Typh                              | Loïc                              |
| ----- | ---------- | -------------------------------------------------------- | -------------------- | ------------------- | --------------------------------- | --------------------------------- | --------------------------------- | --------------------------------- |
| 1     | Loïc       | Friends – Marshmello feat. Anne-Marie                    | Joséphine Ugeux Remy | Khadija Faber       | —                                 | ✔️                                | —                                 | NC                                |
| 2     | Henri      | Lost Without You – Freya Ridings                         | Sonita Ojong         | Mathilde Goedermans | NC                                | —                                 | ✔️                                | —                                 |
| 3     | Typh       | Fête de trop – Eddy de Pretto                            | Laysa Chennit        | Tom Coclet          | —                                 | —                                 | NC                                | —                                 |
| 4     | B.J. Scott | Numb – Linkin Park                                       | Elsa Puslecki        | Jeyh Hohlweg        | —                                 | NC                                | —                                 | —                                 |
| 5     | Henri      | Mais je t'aime – Grand Corps Malade et Camille Lellouche | Lou Boland           | Tissène Badi        | NC                                | —                                 | —                                 | ✔️                                |
| 6     | Loïc       | Wasabi – Little Mix VS Lithium – Nirvana                 | Macha Azarkadon      | Raphaël Garceau     | —                                 | —                                 | —                                 | NC                                |

#### Épisode 8
- Diffusion : 16 février 2021
- Audience : 363 940 téléspectateurs (25,7 % de part de marché à J+7)

| Ordre | Coach      | Chanson                                       | Talent           | Talent(s)                   | Choix des coachs et des candidats | Choix des coachs et des candidats | Choix des coachs et des candidats | Choix des coachs et des candidats |
| Ordre | Coach      | Chanson                                       | Talent           | Talent(s)                   | Henri                             | B.J. Scott                        | Typh                              | Loïc                              |
| ----- | ---------- | --------------------------------------------- | ---------------- | --------------------------- | --------------------------------- | --------------------------------- | --------------------------------- | --------------------------------- |
| 1     | Henri      | Dream On – Aerosmith                          | TK Russel        | Rafaël Hueso                | NC                                | —                                 | —                                 | —                                 |
| 2     | B.J. Scott | You Say – Lauren Daigle                       | Jérémie Makiese  | Astrid Cuylits              | —                                 | NC                                | —                                 | —                                 |
| 3     | Typh       | Counting Stars – OneRepublic                  | Edith Pirard     | Miya El Hadi                | —                                 | —                                 | NC                                | —                                 |
| 4     | Loïc       | Les Paradis perdus – Christine and the Queens | Thomas Lieben    | Olivier Giambarresi         | —                                 | —                                 | —                                 | NC                                |
| 5     | B.J. Scott | Put Your Records On – Corinne Bailey Rae      | Sevan Richard    | Lorraine Melery             | —                                 | NC                                | —                                 | —                                 |
| 6     | Henri      | Side to Side – Ariana Grande et Nicki Minaj   | Dania Bartoloméo | Maira « Belassa » Belkouaci | NC                                | —                                 | —                                 | ✔️                                |

#### Épisode 9
- Diffusion : 23 février 2021
- Audience : 410 094 téléspectateurs (30,4 % de part de marché à J+7)

| Ordre | Coach      | Chanson                                   | Talent          | Talent(s)          | Choix des coachs et des candidats | Choix des coachs et des candidats | Choix des coachs et des candidats | Choix des coachs et des candidats |
| Ordre | Coach      | Chanson                                   | Talent          | Talent(s)          | Henri                             | B.J. Scott                        | Typh                              | Loïc                              |
| ----- | ---------- | ----------------------------------------- | --------------- | ------------------ | --------------------------------- | --------------------------------- | --------------------------------- | --------------------------------- |
| 1     | B.J. Scott | Under Pressure – Queen et David Bowie     | Vik Autier      | Héloïse Carion     | —                                 | NC                                | —                                 | —                                 |
| 2     | Typh       | Bad boy – Yseult                          | Jérémy Delaunoy | Barbara Candolini  | ✔️                                | ✔️                                | NC                                | —                                 |
| 3     | Henri      | I Lost a Friend – Finneas                 | Quentin Henri   | Marie Alexandre    | NC                                | —                                 | —                                 | —                                 |
| 4     | Loïc       | La Pluie – Orelsan et Stromae             | Bradley Kasongo | Gabriel Sesboué    | —                                 | —                                 | —                                 | NC                                |
| 5     | Typh       | Make You Feel My Love – Adele             | Bryan Limbourg  | Mateo Rodriguez    | —                                 | ✔️                                | NC                                | ✔️                                |
| 6     | B.J. Scott | L'Ours – Christophe Maé et Youssou N'Dour | Ziza Youssouf   | Youssef Ben Soltan | —                                 | NC                                | ✔️                                | —                                 |

#### Épisode 10
- Diffusion : 2 mars 2021
- Audience : 385 357 téléspectateurs (27,8 % de part de marché à J+7)

| Ordre | Coach      | Chanson                                     | Talent                  | Talent(s)            | Choix des coachs et des candidats | Choix des coachs et des candidats | Choix des coachs et des candidats | Choix des coachs et des candidats |
| Ordre | Coach      | Chanson                                     | Talent                  | Talent(s)            | Henri                             | B.J. Scott                        | Typh                              | Loïc                              |
| ----- | ---------- | ------------------------------------------- | ----------------------- | -------------------- | --------------------------------- | --------------------------------- | --------------------------------- | --------------------------------- |
| 1     | Typh       | Human – Rag'n'Bone Man                      | Alice Van Eesbeeck      | Mika Kostic          | —                                 | —                                 | NC                                | —                                 |
| 2     | Loïc       | Lovely – Billie Eilish et Khalid            | Mathias de Vleeschouwer | Nina Morales Padilla | —                                 | —                                 | —                                 | NC                                |
| 3     | Henri      | Empire State of Mind – Jay-Z et Alicia Keys | Mamadou « Douma » Ba    | LadyTLove            | NC                                | —                                 | —                                 | —                                 |
| 4     | B.J. Scott | Rouge ardent – Axelle Red                   | Clara Moffroid          | Perrine Couvreur     | —                                 | NC                                | —                                 | —                                 |
| 5     | Loïc       | Never Tear Us Apart – Bishop Briggs         | Orlane Willems          | Hasmik Shirinyan     | ✔️                                | —                                 | —                                 | NC                                |
| 6     | Typh       | Chainsmoking – Jacob Banks                  | Jonas Gomes             | Jennifer Malengela   | ✔️                                | ✔️                                | NC                                | ✔️                                |

#### Bilan des duels et liste des équipes pour lesLives
Les talents référencés sur les lignes 7, 8 et 9 sont les talents volés. Les initiales entre parenthèses sont ceux des coachs à qui le talent appartenait avant le duel.
À la fin des duels, Henri PFR repart avec neuf talents pour les Lives (à la suite du vol d'un troisième talent). A contrario, Typh Barrow démarre les Lives avec une équipe de sept talents à la suite de l'exclusion d'un de ses talents.
| Coachs | Coachs                           | Coachs                        | Coachs                          | Coachs                                  |
| no     | Henri PFR                        | B.J. Scott                    | Typh Barrow                     | Loïc Nottet                             |
| ------ | -------------------------------- | ----------------------------- | ------------------------------- | --------------------------------------- |
| 1      | Sonita Ojong                     | Elsa Puslecki                 | Laysa Chennit                   | Joséphine Ugeux Remy                    |
| 2      | Lou Boland                       | Jérémie Makiese               | Edith Pirard                    | Macha Azarkadon                         |
| 3      | TK Russel                        | Sevan Richard                 | Jérémy Delaunoy                 | Thomas Lieben                           |
| 4      | Dania Bartoloméo                 | Vik Autier                    | Bryan Limbourg                  | Bradley Kasongo                         |
| 5      | Quentin Henri                    | Ziza Youssouf                 | Alice Van Eesbeeck              | Mathias de Vleeschouwer                 |
| 6      | Mamadou « Douma » Ba             | Clara Moffroid                | Jonas Gomes                     | Orlane Willems                          |
| 7      | Barbara Candolini (Typh Barrow)  | Khadija Faber (Loïc Nottet)   | Mathilde Goedermans (Henri PFR) | Tissène Badi (Henri PFR)                |
| 8      | Hasmik Shirinyan (Loïc Nottet)   | Mateo Rodriguez (Typh Barrow) | NC                              | Maira « Belassa » Belkouaci (Henri PFR) |
| 9      | Jennifer Malengela (Typh Barrow) | NC                            | NC                              | NC                                      |

### Lives

#### Épisode 11
- Diffusion : 9 mars 2021
- Audience : 341 893 téléspectateurs (26,3 % de part de marché à J+7)
- Règles : premier live de la saison. Sur scène, les talents de toutes les équipes. Lors de ce premier direct, Henri PFR, B.J. Scott, Typh Barrow et Loïc Nottet présentent chacun quatre talents (dont un talent volé). Les quatre talents de chaque équipe passent chacun leur tour. Les votes sont ouverts uniquement le temps du passage de l'équipe. Le public offre au meilleur talent de chaque équipe une place assurée pour le Live 3. Le sort des 3 autres talents sera remis entre les mains de leur coach. Le meilleur restera et les deux autres seront définitivement éliminés.
- Informations complémentaires : l'ordre de passage des talents a été donné dans un article[2] de la RTBF le 8 mars 2021, expliquant les modalités de vote. Les talents notés en italique sont les talents volés.

| Ordre                                   | Talent                      | Équipe      | Chanson                                                                                       |
| --------------------------------------- | --------------------------- | ----------- | --------------------------------------------------------------------------------------------- |
| Les coachs : Believer - Imagine Dragons |                             |             |                                                                                               |
| 1                                       | Thomas Lieben               | Loïc Nottet | Lettre à France - Michel Polnareff                                                            |
| 2                                       | Maira « Belassa » Belkouaci | Loïc Nottet | I like it - Cardi B                                                                           |
| 3                                       | Orlane Willems              | Loïc Nottet | Mourir sur scène - Dalida                                                                     |
| 4                                       | Bradley Kasongo             | Loïc Nottet | Georgia on my mind - Ray Charles                                                              |
|                                         |                             |             |                                                                                               |
| 5                                       | Edith Pirard                | Typh Barrow | All about that bass - Meghan Trainor                                                          |
| 6                                       | Jérémy Delaunoy             | Typh Barrow | Je suis venu te dire que je m'en vais - Serge Gainsbourg                                      |
| 7                                       | Mathilde Goedermans         | Typh Barrow | Femme like U - K.Maro                                                                         |
| 8                                       | Laysa Chennit               | Typh Barrow | Jolene - Dolly Parton                                                                         |
|                                         |                             |             |                                                                                               |
| 9                                       | Barbara Candolini           | Henri PFR   | Drivers License - Olivia Rodrigo                                                              |
| 10                                      | Sonita Ojong                | Henri PFR   | Rise up - Andra Day                                                                           |
| 11                                      | Lou Boland                  | Henri PFR   | Butterflies and hurricanes - Muse                                                             |
| 12                                      | Mamadou « Douma » Ba        | Henri PFR   | Petit Frère - IAM                                                                             |
|                                         |                             |             |                                                                                               |
| 13                                      | Ziza Youssouf               | B.J. Scott  | Voyage, voyage - Desireless                                                                   |
| 14                                      | Elsa Puslecki               | B.J. Scott  | Gun - Loïc Nottet                                                                             |
| 15                                      | Sevan Richard               | B.J. Scott  | Mashup : Je me suis fais tout petit - Georges Brassens / You know i'm no good - Amy Winehouse |
| 16                                      | Khadija Faber               | B.J. Scott  | Blade Down - Synapson                                                                         |

| Légende | Le candidat est sauvé par les téléspectateurs, ayant obtenu le plus grand nombre de votes. | Le candidat est sauvé par le coach | Les candidats ne sont pas sauvés par le coach et sont définitivement éliminés |

| Équipe      | Sauvé par le + de votes | Sauvé par son coach | Talent exclu                | Talent exclu         |
| ----------- | ----------------------- | ------------------- | --------------------------- | -------------------- |
| Loïc Nottet | Thomas Lieben           | Orlane Willems      | Maira « Belassa » Belkouaci | Bradley Kasongo      |
| Typh Barrow | Jérémy Delaunoy         | Edith Pirard        | Mathilde Goedermans         | Laysa Chennit        |
| Henri PFR   | Lou Boland              | Sonita Ojong        | Barbara Candolini           | Mamadou « Douma » Ba |
| B.J. Scott  | Elsa Puslecki           | Sevan Richard       | Ziza Youssouf               | Khadija Faber        |

#### Épisode 12
- Diffusion : 16 mars 2021
- Audience : 328 756 téléspectateurs (26,3 % de Part de Marché à J+7)
- Règle : deuxième live de la saison. Sur scène, la deuxième salve de talents toutes équipes confondues va se produire pour décrocher une place pour le Live 3. Lors de ce deuxième direct, Henri PFR présente cinq talents, B.J. Scott et Loïc Nottet quatre talents et Typh Barrow 3 talents. Les membres de chaque équipe passent chacun leur tour. Les votes sont ouverts uniquement le temps du passage de l'équipe. Le public offre au meilleur talent de chaque équipe une place assurée pour le Live 3. Le sort des autres talents sera remis entre les mains de leur coach. Le meilleur restera et les deux autres (un dans le cas de Typh et trois pour Henri) seront définitivement éliminés.
- Informations complémentaires : les talents notés en italique sont les talents volés.

| Ordre | Talent                  | Équipe      | Chanson                                              |
| ----- | ----------------------- | ----------- | ---------------------------------------------------- |
| 1     | Jérémie Makiese         | B.J. Scott  | You're Nobody 'til Somebody Loves You - James Arthur |
| 2     | Mateo Rodriguez         | B.J. Scott  | Arcade - Duncan Laurence                             |
| 3     | Clara Moffroid          | B.J. Scott  | Love of my life - Queen                              |
| 4     | Vik Autier              | B.J. Scott  | Heart of glass - Blondie                             |
|       |                         |             |                                                      |
| 5     | Mathias de Vleeschouwer | Loïc Nottet | Les mots bleus - Christophe                          |
| 6     | Joséphine Ugeux Remy    | Loïc Nottet | Say my name - Destiny's child                        |
| 7     | Macha Azarkadon         | Loïc Nottet | Maman - Louane                                       |
| 8     | Tissène Badi            | Loïc Nottet | Bad - Michael Jackson (reprise de Billie Eilish)     |
|       |                         |             |                                                      |
| 9     | Alice Van Eesbeeck      | Typh Barrow | Si seulement je pouvais lui manquer - Calogero       |
| 10    | Bryan Limbourg          | Typh Barrow | What Goes Around… Comes Around - Justin Timberlake   |
| 11    | Jonas Gomes             | Typh Barrow | A Change Is Gonna Come - Sam Cooke                   |
|       |                         |             |                                                      |
| 12    | Quentin Henri           | Henri PFR   | No time to die - Billie Eilish                       |
| 13    | Jennifer Malengela      | Henri PFR   | Juice - Lizzo                                        |
| 14    | TK Russel               | Henri PFR   | Je t'aime - Lara Fabian                              |
| 15    | Hasmik Shirinyan        | Henri PFR   | Rise Like a Phoenix - Conchita Wurst                 |
| 16    | Dania Bartoloméo        | Henri PFR   | L'amour en solitaire - Juliette Armanet              |

| Légende | Le candidat est sauvé par les téléspectateurs, ayant obtenu le plus grand nombre de votes. | Le candidat est sauvé par le coach | Le (ou les) candidats ne sont pas sauvés par le coach et sont définitivement éliminés |

| Équipe      | Sauvé par le + de votes | Sauvé par son coach  | Talents exclus     |
| ----------- | ----------------------- | -------------------- | ------------------ |
| B.J. Scott  | Mateo Rodriguez         | Jérémie Makiese      | Clara Moffroid     |
| B.J. Scott  | Mateo Rodriguez         | Jérémie Makiese      | Vik Autier         |
| Loïc Nottet | Mathias de Vleeschouwer | Joséphine Ugeux Remy | Macha Azarkadon    |
| Loïc Nottet | Mathias de Vleeschouwer | Joséphine Ugeux Remy | Tissène Badi       |
| Typh Barrow | Alice Van Eesbeeck      | Jonas Gomes          | Bryan Limbourg     |
| Henri PFR   | TK Russel               | Hasmik Shirinyan     | Quentin Henri      |
| Henri PFR   | TK Russel               | Hasmik Shirinyan     | Jennifer Malengela |
| Henri PFR   | TK Russel               | Hasmik Shirinyan     | Dania Bartoloméo   |

#### Épisode 13
- Diffusion : 23 mars 2021
- Audience : 338 241 téléspectateurs (27,3 % de part de marché à J+7)
- Invité : Claudio Capéo
- Règles : troisième live de la saison. Les seize talents (quatre dans chaque équipe) qui se sont qualifiés lors des deux premiers directs se produisent une nouvelle fois pour espérer obtenir une place pour les quarts de finale. Dans chaque équipe, les talents passent chacun leur tour. En parallèle des prestations des talents d'une équipe, le public est appelé à voter. Il ne peut seulement voter pour son (ou ses) favori(s) que le temps du passage du groupe. Le public offre aux deux meilleurs talents de chaque équipe une place assurée pour le Live 4. Le sort des deux autres talents est remis entre les mains de leur coach. Le meilleur reste et le dernier talent est définitivement éliminé de la compétition.
- Informations complémentaires : les talents notés en italique sont les talents volés.

| Ordre                                                          | Talent                  | Équipe      | Chanson                                                  |
| -------------------------------------------------------------- | ----------------------- | ----------- | -------------------------------------------------------- |
| Senza una donna - Mateo Rodriguez, Jonas Gomes & Claudio Capéo |                         |             |                                                          |
| 1                                                              | TK Russell              | Henri PFR   | High hopes - Panic ! At the disco                        |
| 2                                                              | Sonita Ojong            | Henri PFR   | Avant toi - Vitaa et Slimane                             |
| 3                                                              | Lou Boland              | Henri PFR   | Il est cinq heures, Paris s'éveille - Jacques Dutronc    |
| 4                                                              | Hasmik Shirinyan        | Henri PFR   | Blue Jeans - Lana Del Rey                                |
|                                                                |                         |             |                                                          |
| 5                                                              | Sevan Richard           | B.J. Scott  | True Colors - Cyndi Lauper                               |
| 6                                                              | Mateo Rodriguez         | B.J. Scott  | Someone to you - Banners                                 |
| 7                                                              | Jérémie Makiese         | B.J. Scott  | Ça fait mal - Christophe Maé                             |
| 8                                                              | Elsa Puls               | B.J. Scott  | Vinegar & salt - Hooverphonic                            |
| E penso a te - Claudio Capéo                                   |                         |             |                                                          |
| 9                                                              | Orlane Willems          | Loïc Nottet | Old town road - Lil Nas X                                |
| 10                                                             | Joséphine Ugeux Remy    | Loïc Nottet | Kid - Barbara Pravi                                      |
| 11                                                             | Mathias de Vleeschouwer | Loïc Nottet | High and dry - Radiohead                                 |
| 12                                                             | Thomas Lieben           | Loïc Nottet | Ainsi soit je… - Mylène Farmer                           |
|                                                                |                         |             |                                                          |
| 13                                                             | Jonas Gomes             | Typh Barrow | La Chanson de Prévert - Serge Gainsbourg                 |
| 14                                                             | Alice Van Eesbeeck      | Typh Barrow | Do It Like a Dude - Jessie J                             |
| 15                                                             | Jérémy Delaunoy         | Typh Barrow | Angela - Hatik                                           |
| 16                                                             | Edith Pirard            | Typh Barrow | We Don't Have to Take Our Clothes Off - Jermaine Stewart |

| Légende | Les candidats sont sauvés par les téléspectateurs, ayant obtenu le plus de suffrages. | Le candidat est sauvé par le coach | Le candidat n'est pas choisi par le coach et est définitivement éliminé. |

| Equipe      | Sauvé par le + de votes (1er) | Sauvé par le + de votes (2ème) | Sauvé par son coach | Talent exclu     |
| ----------- | ----------------------------- | ------------------------------ | ------------------- | ---------------- |
| Henri PFR   | Lou Boland                    | Sonita Ojong                   | TK Russell          | Hasmik Shirinyan |
| B.J. Scott  | Mateo Rodriguez               | Elsa Puls                      | Jérémie Makiese     | Sevan Richard    |
| Loïc Nottet | Joséphine Ugeux Remy          | Mathias de Vleeschouwer        | Orlane Willems      | Thomas Lieben    |
| Typh Barrow | Edith Pirard                  | Alice Van Eesbeeck             | Jonas Gomes         | Jérémy Delaunoy  |

#### Épisode 14
- Diffusion : 29 mars 2021
- Audience : 290 034 téléspectateurs (22,7 % de part de marché à J+7)
- Invités : Julien Clerc et Kendji Girac
- Règles : quart de finale. Il ne reste plus que trois talents par équipe. Même principe que les semaines précédentes : chaque équipe et ses talents se produisent en direct. Le public peut voter le temps du passage de l'équipe. Le public sauve un talent et le coach a la lourde tâche de départager les deux autres talents et d'en sauver un. A la fin de la soirée, il reste huit talents : les demi-finalistes.
- Informations complémentaires : les talents notés en italique sont les talents volés.

| Ordre                                                      | Talent                                                    | Équipe                                                    | Chanson                                                 |
| ---------------------------------------------------------- | --------------------------------------------------------- | --------------------------------------------------------- | ------------------------------------------------------- |
| Laissons entrer le soleil - Julien Clerc et les 12 talents |                                                           |                                                           |                                                         |
| 1                                                          | Alice Van Eesbeeck                                        | Typh Barrow                                               | I put a spell on you - Annie Lennox                     |
| 2                                                          | Edith Pirard                                              | Typh Barrow                                               | J'envoie valser - Zazie                                 |
| 3                                                          | Jonas Gomes                                               | Typh Barrow                                               | Too close - Alex Clare                                  |
| Tiago - Kendji Girac, Orlane Willems et Elsa Puls          |                                                           |                                                           |                                                         |
| 4                                                          | Henri PFR, TK Russel, Sonita Ojong et Lou Boland          | Henri PFR, TK Russel, Sonita Ojong et Lou Boland          | Bruises - Henri PFR & Madism (feat LONO)                |
| 5                                                          | TK Russell                                                | Henri PFR                                                 | Je m'en vais - Vianney                                  |
| 6                                                          | Sonita Ojong                                              | Henri PFR                                                 | Woman like me - Little Mix                              |
| 7                                                          | Lou Boland                                                | Henri PFR                                                 | Changer - Gims                                          |
| Evidemment - Kendji Girac                                  |                                                           |                                                           |                                                         |
| 8                                                          | B.J. Scott, Jérémie Makiese, Elsa Puls et Mateo Rodriguez | B.J. Scott, Jérémie Makiese, Elsa Puls et Mateo Rodriguez | Feels like rain - Buddy Guy                             |
| 9                                                          | Jérémie Makiese                                           | B.J. Scott                                                | Say something - A Great Big World et Christina Aguilera |
| 10                                                         | Elsa Puls                                                 | B.J. Scott                                                | Les histoires d'A. - Les Rita Mitsouko                  |
| 11                                                         | Mateo Rodriguez                                           | B.J. Scott                                                | All I want - Kodaline                                   |
| Mon refuge - Julien Clerc                                  |                                                           |                                                           |                                                         |
| 12                                                         | Joséphine Ugeux Remy                                      | Loïc Nottet                                               | Paradis - Orelsan                                       |
| 13                                                         | Mathias de Vleeschouwer                                   | Loïc Nottet                                               | Chew on my heart - James Bay                            |
| 14                                                         | Orlane Willems                                            | Loïc Nottet                                               | Trop beau - Lomepal                                     |

| Légende | Le candidat est sauvé par les téléspectateurs, ayant obtenu le plus de votes. | Le candidat est sauvé par le coach | Le candidat est éliminé de la compétition sur décision de son coach. |

| Équipe      | Sauvé par le + de votes | Sauvé par son coach  | Talent exclu            |
| ----------- | ----------------------- | -------------------- | ----------------------- |
| Typh Barrow | Alice Van Eesbeeck      | Edith Pirard         | Jonas Gomes             |
| Henri PFR   | Lou Boland              | Sonita Ojong         | TK Russell              |
| B.J. Scott  | Elsa Puls               | Jérémie Makiese      | Mateo Rodriguez         |
| Loïc Nottet | Orlane Willems          | Joséphine Ugeux Remy | Mathias de Vleeschouwer |

#### Épisode 15: demi-finale
- Diffusion : 6 avril 2021
- Audience : 367 654 téléspectateurs (27,1 % de part de marché à J+7)
- Invités : Vianney, Océana (gagnante de la première édition de The Voice Kids Belgique), Amel Bent et Hatik.
- Règles : dans chaque équipe, deux talents s'affrontent pour obtenir la place en finale. Ils vont chacun chanter une fois puis partageront une prestation avec leur coach. À la fin de la soirée, le coach doit répartir 100 points entre ses deux candidats (avec interdiction de faire 50/50). Ses points sont ajoutés à ceux du public pour former un total de 200 points. Le talent qui a le plus de points remporte son ticket pour la grande finale du 13 avril.

| Ordre                                                                 | Talent                                              | Équipe                                              | Chanson                                              |
| --------------------------------------------------------------------- | --------------------------------------------------- | --------------------------------------------------- | ---------------------------------------------------- |
| Ma philosophie - Amel Bent, Sonita Ojong et Jérémie Makieses          |                                                     |                                                     |                                                      |
| 1                                                                     | Sonita Ojong                                        | Henri PFR                                           | And I Am Telling You I'm Not Going - Jennifer Hudson |
| 2                                                                     | Orlane Willems                                      | Loïc Nottet                                         | Dis, quand reviendras-tu - Barbara                   |
| 3                                                                     | Typh Barrow, Alice Van Eesbeeck et Edith Pirard     | Typh Barrow, Alice Van Eesbeeck et Edith Pirard     | Damn! You're Bad - Typh Barrow                       |
| 4                                                                     | Jérémie Makiese                                     | B.J. Scott                                          | Leave the door open - Bruno Mars, Anderson Paak      |
| N'attendons pas - Vianney, Alice Van Eesbeeck et Joséphine Ugeux Remy |                                                     |                                                     |                                                      |
| 5                                                                     | Edith Pirard                                        | Typh Barrow                                         | Blame it on the boogie - The Jackson Five            |
| Je chante - Océana                                                    |                                                     |                                                     |                                                      |
| 6                                                                     | Joséphine Ugeux Rémy                                | Loïc Nottet                                         | The Monster - Eminem ft. Rihanna                     |
| 1,2,3 - Amel Bent et Hatik                                            |                                                     |                                                     |                                                      |
| 7                                                                     | Alice Van Eesbeeck                                  | Typh Barrow                                         | Comme ils disent - Charles Aznavour                  |
| 8                                                                     | Loïc Nottet, Orlane Willems et Joséphine Ugeux Remy | Loïc Nottet, Orlane Willems et Joséphine Ugeux Remy | Strangers - Loïc Nottet                              |
| 9                                                                     | Lou Boland                                          | Henri PFR                                           | Paranoid Android - Radiohead                         |
| 10                                                                    | Elsa Puls                                           | B.J. Scott                                          | Shake it out - Florence and the Machine              |
| Pour de vrai - Vianney                                                |                                                     |                                                     |                                                      |

| Légende | Le talent a remporté le plus de points et est qualifié pour la finale | Le talent est minoritaire en termes de points et est éliminé |

| Équipe      | Talent finaliste   | Résultat Coach /100 | Résultat Public /100 | Total /200 | Talent exclu         | Résultat Coach /100 | Résultat Public /100 | Total /200 |
| ----------- | ------------------ | ------------------- | -------------------- | ---------- | -------------------- | ------------------- | -------------------- | ---------- |
| Loïc Nottet | Orlane Willems     | 55                  | 52                   | 107        | Joséphine Ugeux Remy | 45                  | 48                   | 93         |
| Typh Barrow | Alice Van Eesbeeck | 55                  | 59                   | 114        | Edith Pirard         | 45                  | 41                   | 86         |
| Henri PFR   | Sonita Ojong       | 65                  | 59                   | 124        | Lou Boland           | 35                  | 41                   | 76         |
| B.J. Scott  | Jérémie Makiese    | 55                  | 59                   | 114        | Elsa Puls            | 45                  | 41                   | 86         |

#### Épisode 16 - Finale
- Diffusion : 13 avril 2021
- Audience : 392 887 téléspectateurs (28,8 % de part de marché à J+7)
- Invités : Julien Doré, Calogero et Charles (gagnante de la saison 8 de The Voice Belgique).
- Règles : à ce stade, il ne reste plus qu'un talent par coach. Chaque candidat interprétera cette fois deux titres: un duo avec son coach et une nouvelle « cover ». Les talents seront départagés par le vote des téléspectateurs. À la suite des premières chansons, deux candidats seront éliminés définitivement de la compétition. Alors, les deux restants réinterpréterons leur meilleure prestation de la saison, avant de déterminer le gagnant, toujours par le vote des téléspectateurs.

| Ordre                                                                                              | Talent                            | Équipe                            | Chanson                               |
| -------------------------------------------------------------------------------------------------- | --------------------------------- | --------------------------------- | ------------------------------------- |
| Les 4 finalistes : Stop this flame - Celeste                                                       |                                   |                                   |                                       |
| 1                                                                                                  | Alice Van Eesbeeck                | Typh Barrow                       | Requiem pour un fou - Johnny Hallyday |
| 2                                                                                                  | Loïc Nottet et Orlane Willems     | Loïc Nottet et Orlane Willems     | Soon We'll Be Found - Sia             |
| 3                                                                                                  | Jérémie Makiese                   | B.J. Scott                        | Earth song - Michael Jackson          |
| Nous - Julien Doré, Jérémie Makiese et Sonita Ojong                                                |                                   |                                   |                                       |
| 4                                                                                                  | Typh Barrow et Alice Van Eesbeeck | Typh Barrow et Alice Van Eesbeeck | A Song for You - Donny Hattaway       |
| 5                                                                                                  | Sonita Ojong                      | Henri PFR                         | This is me - Keala Settle             |
| 6                                                                                                  | B.J. Scott et Jérémie Makiese     | B.J. Scott et Jérémie Makiese     | Revival - Gregory Porter              |
| Le portrait - Calogero, Orlane Willems et Alice Van Eesbeeck                                       |                                   |                                   |                                       |
| 7                                                                                                  | Henri PFR et Sonita Ojong         | Henri PFR et Sonita Ojong         | Read all about it - Emeli Sandé       |
| 8                                                                                                  | Orlane Willems                    | Loïc Nottet                       | Love runs out - OneRepublic           |
| Kiki - Julien Doré                                                                                 |                                   |                                   |                                       |
| Centre Ville - Calogero                                                                            |                                   |                                   |                                       |
| Fin temporaire des votes : élimination de Sonita Ojong (Henri PFR) et Orlane Willems (Loïc Nottet) |                                   |                                   |                                       |
| Without you - Charles                                                                              |                                   |                                   |                                       |
| 9                                                                                                  | Alice Van Eesbeeck                | Typh Barrow                       | Comme ils disent - Charles Aznavour   |
| 10                                                                                                 | Jérémie Makiese                   | B.J. Scott                        | Jealous - Labrinth                    |
| Fin des votes                                                                                      |                                   |                                   |                                       |
| Stars it from the end - Loïc Nottet et B.J. Scott                                                  |                                   |                                   |                                       |

Pré-éliminations :
| Talents qualifiés                | Talents éliminés             |
| -------------------------------- | ---------------------------- |
| Alice Van Eesbeeck (Typh Barrow) | Sonita Ojong (Henri PFR)     |
| Jérémie Makiese (B.J. Scott)     | Orlane Willems (Loïc Nottet) |

Résultat final :
| Vainqueur                                       | Deuxième place                   |
| ----------------------------------------------- | -------------------------------- |
| Jérémie Makiese (B.J. Scott) avec 53% des votes | Alice Van Eesbeeck (Typh Barrow) |

## Audiences
| Type                         | Date de diffusion            | Téléspectateurs        | Parts de marché     | Classement des audiences de la soirée | Classement des parts de marché de la soirée | Sources |
| ---------------------------- | ---------------------------- | ---------------------- | ------------------- | ------------------------------------- | ------------------------------------------- | ------- |
| Blind Auditions              | 29 décembre 2020             | 447 178                | 28,0 %              | 1er                                   | 1er                                         | ,       |
| Blind Auditions              | 5 janvier 2021               | 387 767                | 28,0 %              | 1er                                   | 1er                                         | ,       |
| Blind Auditions              | 12 janvier 2021              | 409 351                | 27,4 %              | 1er                                   | 1er                                         | ,       |
| Blind Auditions              | 19 janvier 2021              | 428 253                | 30,5 %              | 1er                                   | 1er                                         | ,       |
| Blind Auditions              | 26 janvier 2021              | 344 407                | 26,6 %              | 1er                                   | 1er                                         | [ 4 ]   |
| Blind Auditions              | 2 février 2021               | 409 150                | 28,2 %              | 1er                                   | 1er                                         | [ 4 ]   |
| Duels                        | 9 février 2021               | 414 518                | 27,7 %              | 1er                                   | 1er                                         | [ 4 ]   |
| Duels                        | 16 février 2021              | 363 940                | 25,7 %              | 1er                                   | 1er                                         | [ 4 ]   |
| Duels                        | 23 février 2021              | 410 094                | 30,4 %              | 1er                                   | 1er                                         | [ 4 ]   |
| Duels                        | 2 mars 2021                  | 385 357                | 27,8 %              | 1er                                   | 1er                                         | [ 4 ]   |
| Lives                        | 9 mars 2021                  | 341 893                | 26,3 %              | 1er                                   | 1er                                         | [ 4 ]   |
| Lives                        | 16 mars 2021                 | 328 756                | 26,3 %              | 1er                                   | 1er                                         | [ 4 ]   |
| Lives                        | 23 mars 2021                 | 338 241                | 27,3 %              | 1er                                   | 1er                                         | [ 4 ]   |
| Lives                        | 29 mars 2021                 | 290 034                | 22,7 %              | 2e                                    | 2e                                          | [ 4 ]   |
| Lives                        | 6 avril 2021                 | 367 654                | 27,1 %              | 1er                                   | 1er                                         | [ 4 ]   |
| Lives                        | 13 avril 2021                | 392 887                | 28,8 %              | 1er                                   | 1er                                         | [ 4 ]   |
| Bilan de la saison (moyenne) | Bilan de la saison (moyenne) | 378 717 (+3 774 VS S8) | 27,4 % (+ 1% VS S8) |                                       |                                             |         |

Important : les parts de marché notés en italique sont les PDM à J+7 de la diffusion initiale. Ses données sont purement indicatives et seront remplacées dès réception des audiences à jour J.
A noter : le 15 avril 2021, le site rmb.be publie un article affichant le bilan et les chiffres clés en termes d'audiences et de parts de marchés. A retenir :
| Item                      | Cibles             | Score  | Records depuis la saison 2 |
| Parts de marchés globales | Jeunes 15 - 34 ans | 29,0 % | Records depuis la saison 2 |
| Parts de marchés globales | Femmes 15 - 34 ans | 31,0 % | Records depuis la saison 2 |
| Parts de marchés globales | Femmes 18 - 54 ans | 29,0 % | Records depuis la saison 2 |

| Item                  | Cibles             | Score  | Emission concernée                |
| --------------------- | ------------------ | ------ | --------------------------------- |
| Records sur émissions | Total 15 - 34 ans  | 39,0 % | Blind Auditions n°5 le 26/01/2021 |
| Records sur émissions | Femmes 15 - 34 ans | 41,0 % | Blind Auditions n°5 le 26/01/2021 |
| Records sur émissions | Total 18 - 54 ans  | 32,0 % | Blind Auditions n°6 le 02/02/2021 |
| Records sur émissions | Femmes 18 - 54 ans | 31,0 % | Blind Auditions n°6 le 02/02/2021 |

Records en comparatif des précédentes saisons :
- Téléspectateurs totaux : meilleure PDM depuis la saison 5
- Total 18 - 54 ans : meilleure PDM depuis la saison 6
- Total 15 - 34 ans : meilleure PDM depuis la saison 2
- Femmes 18 - 54 ans : meilleure PDM depuis la saison 3